# Hodl
Hodl (/ˈhɒdəl/, 흔히 HODL과 같이 대문자로 사용)은 암호화폐 커뮤니티에서 사용되는 인터넷 밈으로, 시세와 관계없이 암호화폐를 팔지 말고 계속 보유하고 있는 것을 권하는 인터넷 속어이다. 용어의 유래는 2013년 12월 비트코인토크 포럼에 올라온 글의 제목인 "I AM HODLING"에서 비롯되었다. 이 글의 작성자는 술을 마신 후 취한 상태에서 글을 작성하여 HOLD(보유하다)를 HODL로 적는 오타를 내었고, 글의 내용과 맞물려 밈으로 발전하였다. 현재는 "Hold On for Dear Life"의 약자로 설명되기도 한다.
2017년 미국의 디지털 뉴스 발행 서비스인 쿼츠는 비트코인 문화를 이해하는데 필수적인 인터넷 속어들을 선정하였으며, HODL이 여기에 포함되었다. 쿼츠 지는 HODL의 의미를 설명하며 '비트코인이 폭락하더라도 눈 하나 깜짝 하지 않고 비트코인을 계속 보유하는 것'이라고 묘사하였다. 인터넷 매체 TheStreet.com은 '비트코인을 가지고 있는 사람들이 가장 좋아하는 주문'이라고 언급하였다. 원래는 비트코인에 한정되어 사용되던 말이었으나, 현재는 다른 암호화폐를 보유한 사람들에서도 흔히 사용된다.

## 같이 보기
- 존버
- 가즈아
- 떡상
- 인터넷 속어
  - 대한민국의 인터넷 신조어 목록
- 2018년 암호화폐 폭락